# Legio XXX Classica
Die Legio XXX Classica („30. Marine-Legion“; auch Legio XXX) war eine Legion der römischen Armee, die von Gaius Iulius Caesar kurz nach Beginn des Bürgerkrieges im Jahr 49 v. Chr. aufgestellt wurde.

## Geschichte der Legion
Die Legion war seit ihrer Aushebung auf der Iberischen Halbinsel stationiert. Die spanischen Legionen, außer der neuaufgestellten Legio V, sollten unter dem Proprätor (Statthalter) Quintus Cassius Longinus im Jahr 48 v. Chr. nach Mauretania verlegt werden, um gegen den aufständischen Numiderkönig Juba I. zu kämpfen. Als die Legio II meuterte, kamen die Legionen XXX, XXI und V ihrem Statthalter in Cordoba zu Hilfe. Nachdem die Anstifter bestraft waren, wurde die Legio XXX nach Gibraltar verlegt, doch die Unruhen breiteten sich weiter aus. Am Guadalquivir kam es zur Schlacht. Cassius zog sich mit seinen Legionen nach Ulia (bei Cordoba) zurück, wo er sich schließlich ehrenvoll ergeben musste.
Die Legion nahm im Jahr 46 v. Chr. an der Schlacht bei Thapsus und im Jahr 45 v. Chr. möglicherweise an der Schlacht von Munda teil. Unter dem Oberbefehl des Statthalters der Provinz Hispania ulterior, Gaius Asinius Pollio, nahm die Legion um 44/43 v. Chr. an den Kämpfen gegen Sextus Pompeius teil. Zwischen 42 und 31 v. Chr. wurden Veteranen der Legio XXX Classica in der Gegend um Benevent und in Süditalien sowie in der Colonia Iulia Troas (bei Alexandria Troas, westl. Türkei) angesiedelt.
Nach der Schlacht bei Actium (31 v. Chr.) und dem Ende des Bürgerkrieges wurde die Legio XXX Classica wie viele andere Legionen aufgelöst.